# Thomas Plenert
Thomas Plenert (* 1. Februar 1951 in Nauen; † 15. Juli 2023 in Waren (Müritz)) war ein deutscher Kameramann, der an preisgekrönten Filmen wie Die Beunruhigung (1982), Winter adé (1988), Die Mauer (1990), Verriegelte Zeit (1991), Herr Zwilling und Frau Zuckermann (1998), sowie Der Himmel über Berlin maßgeblich mitwirkte.

## Leben
Thomas Plenert war der Sohn des Kinderarztes Wolfgang Plenert. Er studierte 1972 bis 1976 Kamera an der Hochschule für Film und Fernsehen der DDR in Babelsberg sowie kurze Zeit als Stipendiat an der Staatlichen Film- und Theaterhochschule im polnischen Łódź.
Als Dokumentarfilmkameramann machte er sich bereits zu DDR-Zeiten einen Namen und arbeitete seit Ende der 1970er Jahre mit renommierten Regisseuren wie Rainer Ackermann und Jürgen Böttcher (Rangierer (1984), Kurzer Besuch bei Hermann Glöckner (1985) und Die Mauer (1990)).
Besonders fruchtbar war Plenerts Zusammenarbeit mit Volker Koepp, für den er seit 1988 bei fast sämtlichen Filmen hinter der Kamera stand. Zu ihren  preisgekrönten Dokumentarfilmen gehörten Die Wismut (1993), Kalte Heimat (1994), Herr Zwilling und Frau Zuckermann (1998) und Holunderblüte (2007).
Neben seiner Dokumentarfilmarbeit drehte Plenert auch gelegentlich Spielfilme. Bereits für seinen ersten Kinospielfilm, den unter Lothar Warnekes Regie in Schwarzweiß gedrehten Die Beunruhigung, hatte Plenert 1982 auf dem 2. Nationalen Spielfilmfestival der DDR den Preis für die beste Kamera gewonnen. Später drehte er mit Regisseuren wie Jan Schütte (Fette Welt, 1998) und Bernd Böhlich (Du bist nicht allein, 2007) sowie einzelne Filme von Fernsehserien wie Polizeiruf 110, Die Kommissarin, Im Namen des Gesetzes und Stubbe – Von Fall zu Fall.
Ab 1997 war Plenert Mitglied der Berliner Akademie der Künste, Sektion Film- und Medienkunst.
Thomas Plenert war mit der Filmeditorin Gudrun Steinbrück-Plenert verheiratet, die an einigen seiner Filme mitarbeitete. Er starb nach kurzer Krankheit im Alter von 72 Jahren im Krankenhaus Waren (Müritz).

## Filmografie

### Dokumentarfilme
- 1977: Inti-Illimani – Regie: Rainer Ackermann
- 1977/79: Floh de Cologne – Regie: Rainer Ackermann
- 1977: Im Lohmgrund – Regie: Jürgen Böttcher
- 1978: Das Glück in den Schuhen – Fußballnotizen aus Ragösen – Regie: Rainer Ackermann
- 1978/1990: Heim – Regie: Angelika Andrees, verboten, erst 1990 gezeigt
- 1979: Clowns – Regie: Rainer Ackermann
- 1979: Sonnabend, Sonntag, Montagfrüh – Regie: Hannes Schönemann
- 1980: Drei Herren in Sorrent – Regie: Rainer Ackermann
- 1980: Alle Spiele – alle Nationen – Regie: Rainer Ackermann
- 1982: Verwandlungen: Potters Stier
- 1982: Verwandlungen: Venus nach Giorgione
- 1982: Verwandlungen: Die Frau am Klavichord
- 1982: Ein Bauer und seine Frau – Regie: Eduard Schreiber
- 1982: Drei Tage im Sattel – Regie: Eckhard Potraffke
- 1984: Sylvia
- 1984: Friedensfahrer
- 1984: Freundinnen – Regie: Rainer Ackermann
- 1984: Rangierer – Regie: Jürgen Böttcher, mehrere Preise
- 1985: Briefe von der Fahne
- 1985: Kurzer Besuch bei Hermann Glöckner – Regie: Jürgen Böttcher, ein Preis
- 1986: Die Küche – Regie: Jürgen Böttcher
- 1986: Auf dem Familienschacht – Regie: Rainer Ackermann
- 1987: Ich war einmal ein Kind – Regie: Thomas Plenert, Tamara Trampe
- 1987: Die Schmelzer – Regie: Rainer Ackermann
- 1987: Rock ’n’ Roll – Regie: Jörg Foth
- 1987: In Georgien – Regie: Jürgen Böttcher
- 1987: DEFA Kinobox 1987/56 (Beitrag über die Kneipe Bötzow privat)
- 1988: Winter adé – Regie: Helke Misselwitz, mehrere Preise, einer der wichtigsten DEFA-Dokumentarfilme
- 1988: Feuerland – Regie: Volker Koepp
- 1988: Die Cousins – Regie: Rainer Ackermann, Christian Lehmann, Thomas Plenert
- 1989: Wer fürchtet sich vorm schwarzen Mann (auch Co-Drehbuch) – Regie: Helke Misselwitz, ein Preis
- 1989: Märkische Ziegel – Regie: Volker Koepp, mehrere Preise
- 1989: Tuba wa Duo – Regie: Jörg Foth
- 1989: Ach du jeh – Ein Hans Dampf und Wurst Dokument – Regie: Jörg Foth
- 1990: Märkische Heide, märkischer Sand – Regie: Volker Koepp, Lobende Erwähnung
- 1990: La Villette – Regie: Gerd Kroske
- 1990: Die Mauer – Regie: Jürgen Böttcher, mehrere Preise
- 1991: Verriegelte Zeit – Regie: Sibylle Schönemann, mehrere Preise
- 1991: Märkische Gesellschaft mbH – Regie: Volker Koepp
- 1991: Sperrmüll – Regie: Helke Misselwitz
- 1991: In Grüneberg – Regie: Volker Koepp
- 1992: Sammelsurium. Ein ostelbischer Kulturfilm – Regie: Volker Koepp
- 1993: Zeit der Götter. Der Bildhauer Arno Breker – Regie: Lutz Dammbeck
- 1993: ZAST – Regie: Hannes Schönemann
- 1993: Schönes Fräulein, darf ich’s wagen? – Regie: Helke Misselwitz
- 1993: Die Wismut – Regie: Volker Koepp, mehrere Preise
- 1995: LaBENDIG – Regie: Hannes Schönemann
- 1995: Kalte Heimat – Regie: Volker Koepp, mehrere Preise
- 1996: Meine Liebe, deine Liebe – Regie: Helke Misselwitz
- 1996: Dürers Erben – Regie: Lutz Dammbeck
- 1997: Das 7. Jahr – Ansichten zur Lage der Nation (3 Segmente) – Regie: Helke Misselwitz, Volker Koepp, Pepe Danquart
- 1998: Das Meisterspiel – Regie: Lutz Dammbeck
- 1999: Julias Wahn – Regie: Hannes Schönemann
- 1999: Herr Zwilling und Frau Zuckermann – Regie: Volker Koepp, mehrere Preise
- 2000: Heimspiel – Regie: Pepe Danquart
- 2000: Die Königin. Marianne Hoppe – Regie: Werner Schroeter
- 1996/2001: Berlin Babylon – Regie: Hubertus Siegert
- 2001: Kurische Nehrung – Regie: Volker Koepp
- 2001: Konzert im Freien – Regie: Jürgen Böttcher
- 2001: Fremde Oder – Regie: Helke Misselwitz
- 2002: Uckermark – Regie: Volker Koepp
- 2004: Frankfurter Tor – Regie: Volker Koepp
- 2004: Das Netz – Regie: Lutz Dammbeck
- 2004: Dieses Jahr in Czernowitz – Regie: Volker Koepp
- 2005: Pommerland – Regie: Volker Koepp
- 2005: Schattenland – Reise nach Masuren – Regie: Volker Koepp
- 2007: Holunderblüte – Regie: Volker Koepp, mehrere Preise
- 2007: Söhne – Regie: Volker Koepp
- 2008: Memelland – Regie: Volker Koepp
- 2009: 24h Berlin – Ein Tag im Leben (Segment Groß-Bäckerei Kamps / Kneipen in Pankow) – Regie: Volker Koepp, mehrere Preise
- 2009: Sehnsucht Berlin – Regie: Peter Zach
- 2009: Berlin – Stettin – Regie: Volker Koepp
- 2012: Goldrausch – Die Geschichte der Treuhand – Produzent: Thomas Kufus
- 2016: Brezmejno – Beyond Boundaries Regie: Peter Zach
- 2021: Die Frau des Dichters – Regie: Helke Misselwitz

### Spielfilme
- 1977: Der Prozeß, von Jörg Foth, Diplomfilm, ein Preis
- 1982: Die Beunruhigung, von Lothar Warneke, mehrere Preise
- 1984: Eine sonderbare Liebe, von  Lothar Warneke, mehrere Preise
- 1986: Blonder Tango, von   Lothar Warneke, mehrere Preise
- 1990: Über die Grenzen, von Rainer Ackermann
- 1990: Letztes aus der Da Da eR, von Jörg Foth
- 1992: Herzsprung, von Helke Misselwitz, Lobende Erwähnung
- 1995: Toms Zimmer, von  Marcus Schmidt
- 1996: Engelchen, von Helke Misselwitz, mehrere Preise
- 1996: Edgar, von Karsten Laske
- 1998: Fette Welt, von  Jan Schütte
- 2000: Zurück auf Los!, von Pierre Sanoussi-Bliss
- 2005: Mutterseelenallein, von Bernd Böhlich
- 2007: Du bist nicht allein, von Bernd Böhlich
- 2007/09: Meine schöne Nachbarin, von Peter Kahane
- 2008: Diese Nacht (Nuit de chien), von Werner Schroeter
- 2018: Und der Zukunft zugewandt, von Bernd Böhlich

- 1991: Jugend ohne Gott – Regie: Michael Knof, Philip Gröning
- 1992: Hier und jetzt, von   Jörg Foth, Jürgen Brauer, Herrmann Zschoche, Rolf Losansky, Rainer Simon

- 1989–1992 Prenzlauer Berg Walzer, von Jörg Foth[5]
- 1992: Happy End durch Drei, von  Jörg Foth
- 1993: Stille Wasser, von Karsten Laske
- 1993: Polizeiruf 110: Tod im Kraftwerk, von  Michael Knof
- 1995: Nikolaikirche, von  Frank Beyer
- 2001: Polizeiruf 110: Bei Klingelzeichen Mord, von Andreas Kleinert
- 2001: Polizeiruf 110: Angst, von Manuel Siebenmann
- 2002: Polizeiruf 110: Wandas letzter Gang, von Bernd Böhlich
- 2003: Stubbe – Von Fall zu Fall: Opfer im Zwielicht
- 2004: Polizeiruf 110: Ein Bild von einem Mörder, von  Thomas Jacob
- 2004: Das blaue Wunder – Regie: Peter Kahane
- 2005: Polizeiruf 110: Vergewaltigt – Regie: Christian von Castelberg
- 2006: Polizeiruf 110: Kleine Frau – Regie: Andreas Kleinert, ein Preis
- 2006: Die Hochzeit meiner Töchter – Regie: Thomas Jacob
- 2006: Eine Liebe in Königsberg – Regie: Peter Kahane
- 2007: Mein Traum von Afrika – Regie: Thomas Jacob
- 2008: Stubbe – Von Fall zu Fall: Dritte Liebe
- 2009: Bei uns und um die Ecke – Regie: Bernd Böhlich
- 2009: Krauses Kur – Regie: Bernd Böhlich
- 2011: Polizeiruf 110: Die verlorene Tochter – Regie: Bernd Böhlich
- 2011: Krauses Braut – Regie: Bernd Böhlich
- 2018: Ausgerechnet Sylt – Regie: Susanna Salonen

### Theaterfilm/Musikfilm
- 1989: Ikarus – She Kill The Laugh, Freunde der italienischen Oper, Regie: Michael Knof – Faust II, Regie: Wolfgang Engel, Staatsschauspiel Dresden

### Darsteller
- 1984: Das Eismeer ruft – Regie: Jörg Foth

## Auszeichnungen und Ehrungen
Ausgezeichnete Filme
Siehe auch Filmografie
Thomas Plenert wirkte  an etwa 20   preisgekrönten Spiel- und Dokumentarfilmen maßgeblich mit, darunter Die Beunruhigung (1982), Winter adé (1988), Blonder Tango (1986), Die Mauer (1990), Verriegelte Zeit (1991), Die Wismut (1992),  Kalte Heimat (1994), Herr Zwilling und Frau Zuckermann (1998), Holunderblüte (2007) und Der Himmel über Berlin (1988, als Gast).
Persönliche Auszeichnungen
- 1982 Preis für die beste Kamera, in Die Beunruhigung, beim 2. Nationalen Spielfilmfestival der DDR
- 2005 Filmband in Gold, für Kalte Heimat
- 2008 Grimme-Preis, für Polizeiruf 110: Kleine Frau, mit Andreas Kleinert
- 2008 Preis der DEFA-Stiftung zur Förderung der deutschen Filmkunst[6]

Weitere Ehrungen
- 2024 Retrospektive "Kamera DDR" im Kino Babylon, mit 40 Filmen von Thomas Plenert[7]

## Würdigungen
Die  Filmemacherin Helke Misselwitz, die mit Thomas Plenert einige erfolgreiche Filme machte, lobte ihn in ihrer Laudatio für den Preis der DEFA-Stiftung 2008

„Für Thomas Plenert ist die Kamera kein Instrument, sondern ein Organ, ein lebenswichtiges. (…)
„Neugierig bleiben und reagieren“, das sind die beiden Fähigkeiten, die Tommy selbst, als die beiden wichtigsten seines Berufes bezeichnet. (…)
Die Lebendigkeit zu bewahren, die aus der Genauigkeit der Beobachtung resultiert und den Zufall einschließt, ist ihm wichtiger, als ausgeklügelte Perfektion. (…)  Das Gedächtnis von Tommy scheint unendlich aufnahmefähig. Wenn ein lebendiger Impuls darauf trifft, holt er Bilder daraus hervor, die einen bezaubern und das Gefühl vermitteln, das man nicht allein auf der Welt ist.
Kein anderer scheint Menschen, Landschaft und Meer mit solcher Zärtlichkeit in Schwenks filmen zu können.“